# S/S Astrea (1885)
S/S Astrea var ett fartyg som levererades 1885 från Motala Warf i Norrköping, till Linköpings Trafiks Ångfartygsbolag i Linköping.
Fartyget var utrustat med en tvåcylindrig kompoundångmaskin, maskin nr 536, om 50 nominella hästkrafter (200 indikerade hästkrafter) tillverkad vid Motala Verkstad i Motala. 
Fartygets byggkostnad var 90 000 kr.

## Historik
- 1885 – Fartyget levererades från Motala Warf till Linköpings Trafiks Ångfartygsbolag. Det sattes i trafik på linjen Stockholm–Linköping.
- 1894 – Fartyget trafikerade Stockholm–Mariefred.
- 1897 – Fartyget köptes av Linköpings Nya Trafiks Ångfartygs AB i Linköping. Fartyget skulle sättas i trafik på Stockholm–Norrköping. För att förhindra detta inledde Rederi AB Norden i Norrköping förhandlingar med Linköpings Nya Trafiks Ångfartygs AB.
- Februari 1898 – Fartyget köptes av Rederi AB Norden för 65 000 kr. Det sattes i trafik på Stockholm–Södertälje–Norrköping.
- 1903 – Fartyget köptes av Ångfartygs AB Jönköping–Stockholm (A Andersson) i Jönköping för 52 000 kr. Det döptes om till Viktor Rydberg och sattes i trafik på Stockholm–Jönköping.
- 1914 – Fartyget kom i rederiets ägo genom sammanslagning med Ångbåts AB Jönköping–Stockholm. Fartyget fortsatte att trafikera Stockholm–Jönköping.
- 1921 – Fartyget genomgick omfattande ombyggnader vid Eriksbergs Mekaniska Verkstad.
- 27 augusti 1922 – Fartyget gick på grund vid Lönshuvud mellan Arkösund och Kåreholm. Hon fick 35 graders slagsida. Drogs loss. Orsak till grundstötningen var att man gått på fel sida om en prick.
- 20 oktober 1922 – Under resa från Stockholm till Jönköping kantrade fartyget och sjönk vid Stenskär i Södermanlands skärgård. En passagerare, en amerikansk man, drunknade. Även fartygets båda maskinister omkom. En av dem hade vakten i maskinrummet och hann inte ta sig upp därifrån, den andre hade satt på sig livbältet för långt ner på kroppen. Detta gjorde att han hamnade med huvudet ner i vattnet. Övriga ombordvarande räddades av en fiskebåt till en fiskarstuga varifrån de några timmar senare hämtades upp av livbåtar från Pallas som passerade haveriplatsen på väg från Jönköping mot Stockholm. Förlisningen skedde endast några hundra meter från den plats där M/S Wilhelm Tham tolv år senare, 1934, gick på grund.
- April 1923 – Fartyget bärgades. Inför en väntad turisttillströmning i samband med Göteborgsjubileet renoverades fartyget. Det försågs med en påkostad inredning med matsal i gustaviansk stil och en röksalong med kinesiskt inspirerad inredning. Det fick sitt nästa namn, Astrea.
- 1933 – På väg mot Stockholm var hon det första fartyg som passerade den nybyggda kanaldelen vid Lanthöjden.
- 1940 – Fartyget var uthyrt till den svenska marinen.
- 1941 – Som följd av andra världskriget var fartyget upplagt under åren 1941–1942.
- Oktober 1956 – Fartyget såldes till Comptoir Industriel et Agricol SA i Liège, Belgien för upphuggning.